# Баторувко
Баторувко (пол. Batorówko, нім. Neu Battrow) — село в Польщі, у гміні Ліпка Злотовського повіту Великопольського воєводства.
Населення — 178 осіб (2011).
У 1975-1998 роках село належало до Пільського воєводства.

## Демографія
Демографічна структура станом на 31 березня 2011 року:
|          | Загалом | Допрацездатний вік | Працездатний вік | Постпрацездатний вік |
| -------- | ------- | ------------------ | ---------------- | -------------------- |
| Чоловіки | 95      | 26                 | 64               | 5                    |
| Жінки    | 83      | 20                 | 50               | 13                   |
| Разом    | 178     | 46                 | 114              | 18                   |